# Земцов, Александр Петрович
Александр Петрович Земцов (1930—2001) — бригадир ГРОЗ шахты «Томусинская 1-2», Герой Социалистического Труда.

## Биография
Родился в селе Маслянино (на территории современной Новосибирской области). Ему шёл двадцатый год, когда односельчане выбрали его председателем колхоза. После увольнения в запас из рядов Советской Армии в 1954 году начал работать на шахте «Томусинская 1-2» лесодоставщиком. После окончания курсов стал навалоотбойщиком. А через пять лет ему доверяют руководство бригадой.
В 1967 году бригада Земцова в честь 50-летия Великой Октябрьской Социалистической революции за тридцать один рабочий день с помощью щита КТУ и комбайна «Донбасс» выдала 51 090 тонн угля при норме чуть ли не вдвое меньшей.
Это была блестящая победа и технической мысли и рабочего мастерства. В память об этой трудовой победе бригада носила имя XXIII съезда КПСС, а бригадир А. П. Земцов стал первым на шахте Героем Социалистического Труда. За успехи на трудовом фронте Александр Петрович удостоен знаками «Шахтёрская слава» трёх степеней, награждён серебряной медалью ВДНХ, медалью «Отличник соц. соревнования» 1967 г., значком победителя соревнования 1973 года.